# مشعلية قلمية
مشعلية قلمية أو رشاد حجري قلمي (الاسم العلمي: Aethionema stylosum) هي نوع نباتي يتبع جنس المشعلية من فصيلة الصليبية.